# 공통 모드 제거비
공통 모드 제거비(CMRR; Common-Mode Rejection Ratio)는 차동 증폭기(differential amplifier)가 두 입력(+ 및 -)에 공통되는 신호 부를 통과시키지 않고 거부하는 정도를 나타낸다. 높은 값의 CMRR은  높은 전압 오프셋과 작은 전압 요동을 가진 신호나 두 개의 신호의 전압 차이를 포함한 정보(예를 들어 평형선에서의 음성 전송)에서 중요하게 응용된다.
이상적으로, {\displaystyle V_{+}}와 {\displaystyle V_{-}}의 입력을 가지는 차동증폭기의 출력은 {\displaystyle V_{o}=A_{d}(V_{+}-V_{-})}이다. 여기서 {\displaystyle A_{d}}는 차등 증폭기의 이득이다. 그러나 차등 증폭기의 실제 출력은 다음과 같다.
{\displaystyle V_{\mathrm {o} }=A_{\mathrm {d} }(V_{+}-V_{-})+{\frac {1}{2}}A_{\mathrm {c} }(V_{+}+V_{-}),}
{\displaystyle A_{c}}는 공통모드 이득이고, 보통 차등 이득보다 훨씬 작다.
CMRR의 단위는 데시벨이고, 다음과 같이 정의한다.
{\displaystyle \mathrm {CMRR} =20\log _{10}\left({\frac {A_{\mathrm {d} }}{|A_{\mathrm {c} }|}}\right),}
CMRR은 공통 모드 신호가 측정기에 얼마만큼 나타내는지 보여주는 척도이기 때문에 매우 중요한 특성이다. CMRR의 크기는 신호의 주파수와 함수와 관련있다.
CMRR은 전송선로의 노이즈를 줄이는 데 중요하다. 예를 들어, 소음이 심한 환경에서 열전대로 측정할 때, 노이즈는 두 개의 입력에서 오프셋으로 나타나고, 공통모드 전압 신호가 된다. 측정기의 CMRR은 오프셋이나 노이즈를 감소시키는 데 중요하다.

## 연산 증폭기
연산 증폭기(Operational Amplification)는 두 개의 입력, 즉 {\displaystyle V_{+}}와 {\displaystyle V_{-}}와 루프 개방이득 G를 가지고 있다. 이상적인 경우, 연산 증폭기의 출력은 다음 방정식을 따른다.
{\displaystyle V_{\mathrm {out} }=(V_{+}-V_{-})\cdot G_{\mathrm {openloop} }}
이 방정식은 무한대의 CMRR을 나타낸다:만약 두 개의 입력이 같은 크기로 요동하는 경우, 출력의 변화에 영향을 미치지 않는다. 그러나 실제 응용에서 항상 그런것은 아니다: 낮은 크기의 CMRR이 출력에 더 크게 영향을 미친다. 741 op-amp인 경우, CMRR은 90dB이고 이 정도는 대부분의 경우 적당한 값이다. 70dB정도는 증폭기의 출력에 둔감한 경우 적합하다. 반면, 정교한 기기인 경우 CMRR의 크기가 120dB 이상인 증폭기를 사용하는 경우도 있다.

## 같이 보기
- XLR 단자